# إسكندر-إم
إسكندر (تسمية الناتو SS-26 ستون) صاروخ باليستي قصير المدى، تعد خليفة لصواريخ أوكا (SS-23 العنكبوت)، والتي تم القضاء عليها بموجب معاهدة (INF). أطلقت لأول مرة في عام 1996، وعين في البداية من قبل حلف شمال الأطلسي باسم (SS-X-26). وهو يعتبر الصاروخ الأكثر تقدما من نوعه.
اعتمد نظام صواريخ إسكندر-إم رسميا من قبل الجيش الروسي في عام 2006. وفي الوقت الراهن يعمل فقط مع الجيش الروسي حوالي 20 منها. والبديل المخصص للتصدير، يعرف باسم اسكندر-إي.
هي صواريخ روسية الصنع، تصنع في مجمع الصناعات العسكرية الواقع في مدينة كولومنا الروسية الواقعة في ريف موسكو، وتعتبر من منظومات الأسلحة عالية الدقة، حيث يستطيع صاروخ إسكندر إصابة أهدافه وتدميرها على مسافة 300 كلم.
وتنتقل هذه المنظومة إلى حالة القتال خلال دقيقة واحدة، ويركب على منصات ثابتة ومتحركة، وتتحدد دقتها في إصابة الهدف بدائرة نصف قطرها 30 مترا. ويحمل صاروخ منظومة إسكندر الذي يبلغ وزنه 3 أطنان عبوة تحتوي على 400 كغم من مادة.تي أن تي وتستخدم في صنع الصاروخ تقنية ستيلث.
كما يعد اعتراض هذا الصاروخ مهمة مستحيلة نظرا لسرعته وقدرته على المناورة على مستويين من أجل تجنب الصواريخ المضادة.
وتقوم مؤسسة روس أوبورون أكسبورت الوكيلة الحصرية بتصدير هذا السلاح إلى الخارج.

## المميزات
ما يميز منظومة إسكندر عن غيرها هو الدقة العالية للنيران علاوة على ما تتمتع به المنظومة من سرعة في التحول لأقصى درجات الإستعداد القتالي في وقت قصير جداً وذلك باستخدام تقنيات التشغيل الذاتي للأجهزة ما يساعد على كفاءة عالية ومؤثرة بطاقم تشغيل صغير نسبياً حيث لايتعدى طاقم تشغيله ثلاثة أقراد، والأهم من كل هو أن وجودها ضمن أي تشكيل قتالي يعتبر مصدر قوة مستقلة وحاسمة في المعركة.

جمعت منظومة إسكندر بين آخر ما توصل إليه العلم في مجال المقذوفات وأحدث التقنيات والإنجازات الهندسية في هذا المجال وكانت بحق جيل جديد من المنظومات الصاروخية الفاعلة وقد صمم إسكندر ليكون ملائماً وملبياً للأغراض الآتية:

1- القدرة على الإشتباك مع النيران المعادية كصواريخ الدفاعات الجوية ومنظومات الدفاع المضاد للصواريخ.

2- القدرة العالية على الإشتباك مع القاذفات الجوية من خلال الحركة والثبات ومناطق التوقف خلال العمليات العسكرية.

3- ضرب مراكز وعقد الاتصالات.

4- التأثير القوي والمباشر على القدرات المدنية وشلها عن تقديم أي معونة للقوات العسكرية.

بالنظر إلى تقنيات أجهزة التحكم ونظم التوجيه لدي صواريخ إسكندر بداية من لحظة إطلاقها وحتى بلوغها للهدف وإصابته تم دمج أجهزة التحكم مع أنطمة التصويب والتدقيق وتصحيح زوايا الإطلاق وذلك لتحقيق أعلى نسبة من النجاح خلال العمليات القتالية ضمن مناطق إعتراض العدو لهذه الصواريخ حيث صرح مؤخراً مسؤلين روس عن أن صواريخ إسكندر تحتاج لحوالي سبعة صواريخ مضادة لإعتراضها بنسبة نجاح قليلة حيث زودت بمنظومة إعاقة وتشويش تمكنه من الإفلات من الصواريخ الإعتراضية والوصول إلى هدفه ويجعل نظام الإعاقة التشويشية الجديد صاروخ «اسكندر-أم» خفياً بحيث لا تقدر منظومات صاروخية اعتراضية مثل منظومتي إم آي إم-104 باتريوت وايجيس الأميركيتين ومنظومة آرو الخاصة باسرائيل على رصده.

وللمرة الأولى في العالم فإن منظومة صواريخ لايزيد مداها عن 300 كم تكون قادرة على إحداث فارق كبير أثناء العمليات القتالية باستخدام رؤؤس تقليدية بحيث يتم لإطلاق صاروخين دفعة واحدة ما يزيد من القدرة العملياتية وقوة النيران المباشرة.

وتضمن خصائص وميزات منظومة إسكندر تحقيق الأهداف التالية:

1- أعلى درجات الدقة والتأثير في الأهداف المختلفة.

-2إمكانية حجب التحضير لضربات مؤثرة في العمق الإستراتيجي للعدو إذ إن قصر زمن تحوله للوضع القتالي يعتبر من أهم الميزات العملية للمنظومة.

3- تقدير ذاتي لكمية الوقود وإحداثيات منطقة مروره خلال طيرانه تجاه الهدف.

4- ضمان إطلاق الصواريخ وبلوغها أهدافها بأقل نسبة خطأ ممكن.

5- القدرة على التكتيك والمناورة العالية باستخدام العربات القتالية التي تنصب عليها الصواريخ والتحول للوضع القتالي من خلال الحركة للقوات البرية.

6- التشغيل الآلي للصواريخ يتيح التعامل الفوري مع البيانات والمعلومات الإستخباراتية خاصة أثناء عمليات نشر الصواريخ.

7- سهولة التشغيل مع وقت أطول لإجراء عمليات الصيانة وهذه تحسب للمنظومة كأحد أهم عوامل التميز والنجاح.

تعتبر صواريخ إسكندر سلاح ردع في الصراعات الإقليمية بالإضافة إلى كونه سلاح إستراتيجي للدول ذات الحدود المغلقة حيث يسمح المدى الطويل للصاروخ باستخدام المنظومة من عمق مواقع القوات المزودة بهذا السلاح إلى جانب قصر الفترة الزمنية التي تتم بها عملية الإطلاق والتي ينتج عنها سرعة التغيير في مواقع نصب ولإطلاق إسكندر يعد عملياً نوعاً من التحصين لهذه المنظومات الصاروخية ضد أسلحة الدمار التقليدية المضادة.

برهنت الأبحاث التي أجريت من قبل المتخصصين في مراكز البحوث التابعة لقيادة الجيش الروسي أن منظومات إسكندر الصاروخية هي الأفضل من حيث فاعليتها القتالية وقلة تكلفتها بالنظر إلى مثيلاتها من المنظومات الصاروخية في العالم بنسبة 5:8 مرات.

## المستخدمون

### مستخدمون حاليا
- روسيا: 88 وحدة.[10][11]
- سوريا : تمتلك سوريا 26 وحدة من نسخة التصدير لاسكندر-إم.[12]
- الجزائر : تمتلك الجزائر حالياً نحو أربعة أنظمة من «إسكندر» روسية الصنع، وكشفت الجزائر عن هذه المنظومة في أواخر 2020 عبر مناورة عسكرية بثتها القناة الرسمية المملوكة للدولة بعنوان «إلا أرض الجزائر»[13]

### مستخدمون مستقبلاً
- السعودية: في أغسطس 2015، وزير خارجية السعودية إلتقى بوزير خارجية روسيا في موسكو، من أجل شراء أسلحة روسية من بينها اسكندر-إم.[14]
- أرمينيا: تفاوض حالياً روسيا لشراء اسكندر-إم.[15][16][17]
- بيلاروس: تعتزم بيلاروس شراء اسكندر-E كسلاح ردع لمواجهة الدرع الصاروخية المقترح للناتو في أوروبا الوسطى.[18][19][20][21]